# Spermophilus
Spermophilus és un gènere de rosegadors de mida mitjana de la família dels esciúrids. El nom científic d'aquest gènere significa ‘amant de les llavors’ i és degut a què s'alimenta de llavors.
De la manera com es defineix tradicionalment, era un gènere molt ric en espècies, abastant Europa, Àsia i Amèrica del Nord, però es va trobar que aquesta classificació era parafilètica per als gossets de les praderies, certament diferents, les marmotes i esquirols antílops. Com a conseqüència, totes les antigues espècies de Spermophilus d'Amèrica del Nord s'han traslladat a altres gèneres, deixant les espècies europees i asiàtiques com a veritables Spermophilus (les úniques excepcions són dues espècies Urocitellus asiàtiques).

## Hàbitat i comportament
Com a típics esciúrids terrestres, els Spermophilus viuen en hàbitats oberts com prats, estepes i semideserts, s'alimenten de les plantes baixes i utilitzen els caus per a niar i refugiar-se. Són diürns i viuen majoritàriament en colònies, encara que algunes espècies també poden aparèixer aïllades. Es troben tant a les terres baixes com a les altes, hibernen durant els mesos més freds i a les regions àrides també poden estivar durant l'estiu o la tardor. La distribució de les diverses espècies està majoritàriament separada, sovint per grans rius, tot i que hi ha regions habitades per fins a tres espècies i rarament dues espècies poden fins i tot formar colònies mixtes. Se sap que algunes espècies s'hibriditzen allà on entren en contacte les seves àrees de distribució.

## Aparença
Els spermophilus són en general groguencs, taronges clars, marrons clars o grisencs. Tot i que molts són discretament tacats o tacats, o tenen marques taronges al cap, en general no tenen patrons forts, excepte el suslic tacat europeu, que habitualment té les parts superiors marrons amb taques blanques clares. La mida varia segons les espècies i tenen una longitud de cap i cos d'entre 17 i 40 cm. Abans de la hibernació, el suslic de dents llargues més gran pot pesar fins a 2 kg i el suslic rovellat més gran fins a gairebé 1,4 kg, però sempre pesen molt menys a principis de l'any i hi ha altres espècies considerablement més petites, amb menys de mig kg, fins i tot en condicions màximes abans de la hibernació. Tots tenen una cua força curta que, segons l'espècie exacta, fa entre el 10 i el 45% de la longitud del cap i del cos.

## Relació amb els humans
Poden portar puces que transmeten malalties als humans (vegeu pesta negra), i s'han considerat destructius pel fet de fer túnels sota els habitatges humans.

## Espècies

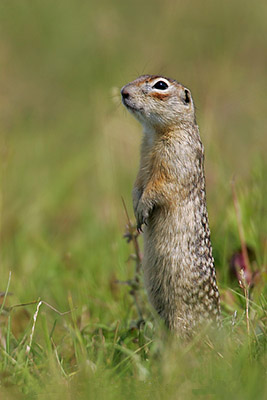
Spermophilus suslicus, una espècie que habitualment té les parts superiors amb taques blanques

L'any 2007 es va dur a terme una revisió genèrica mitjançant anàlisis filogenètiques utilitzant el gen mitocondri citocrom b. Això va donar lloc a la divisió de Spermophilus en vuit gèneres, que amb el gosset de les praderies, les marmotes i els esquirols antílops es donen cadascun com a clades numerats. Les relacions exactes entre els clades són poc clares. Entre aquestes, les espècies exclusivament paleàrtiques es conserven com el gènere Spermophilus sensu stricto (en el sentit més estricte).
- Spermophilus sensu stricto, esquirols de terra del Vell Món

- Suslic d'Alashan, Spermophilus alashanicus
- Suslic cuacurt, Spermophilus brevicauda
- Suslic europeu, Spermophilus citellus
- Suslic dàuric, Spermophilus dauricus
- Suslic del Kazakhstan, Spermophilus erythrogenys
- Suslic de dents llargues, Spermophilus fulvus
- Suslic rovellat, Spermophilus major
- Suslic del Caucas, Spermophilus musicus
- Suslic de Tian Shan, Spermophilus nilkaensis
- Suslic d'Odessa, Spermophilus odessanus
- Suslic de cua pàl·lida, Spermophilus pallidicauda
- Suslic pigmeu, Spermophilus pygmaeus
- Suslic del Kirguizstan, Spermophilus relictus
- Suslic tacat europeu, Spermophilus suslicus
- Suslic del Taure, Spermophilus taurensis
- Suslic de Vorontsov, Spermophilus vorontsovi
- Suslic oriental, Spermophilus xanthoprymnus

### Espècies prehistòriques
El descobriment i l'examen d'un dels fòssils d'aquest gènere eurasiàtic millor conservats que s'han recuperat van permetre l'estudi de molts aspectes desconeguts anteriorment de l'anatomia cranial i va provocar una reavaluació crítica de la seva posició filogenètica. Com a resultat, tres espècies del Plistocè anteriorment considerades membres del gènere Urocitellus es van traslladar a Spermophilus:
- Spermophilus nogaici
- Spermophilus polonicus
- Spermophilus primigenius

Spermophilus citelloides es coneix des del Plistocè mitjà fins a l'Holocè inferior d'Europa. Sembla estar més estretament relacionat amb el S. suslicus viu.